# Muły (SIMC 0757418)
Muły – osada leśna w Polsce, położona w województwie podlaskim, w powiecie sejneńskim, w gminie Giby.
W latach 1975–1998 miejscowość należała administracyjnie do województwa suwalskiego.
Muły o identyfikatorze SIMC 0757418 są jedną z dwóch osad leśnych o tej samej nazwie na terenie tej gminy. Drugą z nich są Muły o identyfikatorze SIMC 0757401.